# رولاند گیاس
رولاند گیلاس (انگلیسی: Roland Guillas؛ زادهٔ ۲۳ سپتامبر ۱۹۳۶) بازیکن فوتبال اهل فرانسه است.
از باشگاه‌هایی که در آن بازی کرده‌است می‌توان به باشگاه فوتبال سن-اتین، باشگاه فوتبال بوردو، و باشگاه فوتبال لوریان اشاره کرد.
وی همچنین در تیم ملی فوتبال فرانسه بازی کرده‌است.